# Pyrausta armeniaca
Pyrausta armeniaca is een vlinder uit de familie van de grasmotten (Crambidae), uit de onderfamilie van de Pyraustinae. De wetenschappelijke naam van deze soort is voor het eerst voorgesteld door František Slamka in een publicatie uit 2013.
De soort komt voor in Armenië.